# MoRFs
Le  Molecular Recognition Features (MoRFs) sono piccole (10-70 residui) regioni intrinsecamente disordinate di proteine che subiscono una transizione da disordinate a ordinate in seguito al legame con i loro partner. Le MoRFs sono implicate nelle interazioni proteina-proteina, che servono come passo iniziale nel riconoscimento molecolare. Le MoRF sono disordinate prima del legame con i loro partner, mentre formano una struttura proteica comune dopo l'interazione con i loro partner.

## Composizione amminoacidica
La loro composizione di amminoacidi è molto interessante. Sembrano proteine disordinate, ma hanno alcune caratteristiche delle proteine ordinate.

## Classificazione
Le MoRF possono essere classificate in 4 categorie in base alla forma che formano una volta legate ai loro partner:
- α-MoRFs (quando formano alfa eliche)
- β-MoRFs (quando formano Foglietti β)
- irregular-MoRFs (quando non si ha alcuna forma)
- complex-MoRFs (una combinazione delle categorie sopracitate)

## MoRFs Predictors
- MoRFPred[3]
- ANCHOR Archiviato il 23 ottobre 2009 in Internet Archive.[4]
- MoRFchibi SYSTEM[5][6][7]
- OPAL[8]

## Databases
- mpMoRFsDB[9]
- Mutual Folding Induced by Binding (MFIB) database[10]